# Братья Мамаевы
Братья Мамаевы — пять братьев Хату, Хазу, Гата, Чули и Мутай из села Гендерген (ЧР), участники Кавказской войны на стороне Северо-Кавказского имамата.

## Список Мамаевых
- Мамаев, Хазу; – наиб Ауха;
- Мамаев, Хату; – наиб Ауха;
- Мамаев, Гата; – наиб имама Алибека-Хаджи Алдамова;
- Мамаев, Мутай – сподвижник Байсангура;
- Мамаев, Чули – сподвижник Байсангура.